# Fairmont Jasper Park Lodge
 (août 2023).
Si vous disposez d'ouvrages ou d'articles de référence ou si vous connaissez des sites web de qualité traitant du thème abordé ici, merci de compléter l'article en donnant les références utiles à sa vérifiabilité et en les liant à la section « Notes et références ».
Pour les articles homonymes, voir Jasper.
Le Fairmont Jasper Park Lodge est un hôtel canadien situé à Jasper, en Alberta. Ce lodge de Fairmont Hotels and Resorts est membre des Historic Hotels Worldwide depuis 2018.